# Jiří Šisler
Jiří Šisler (* 24. listopadu 1984) je český fotbalový záložník hrající za německý klub FV Eintracht Niesky.

## Fotbalová kariéra
S fotbalem začínal ve Slovanu Liberec, odkud se v roce 2005 přesunul do Semil a po půl roce do FC Bohemians Praha. Na začátku roku 2008 se stěhoval do Viktorie Plzeň, v dubnu ovšem zamířil do Baníku Most a o další 3 měsíce později do Kladna. Na Kladně vydržel rok, než přestoupil do Bohemians 1905. V září 2009 odešel na půlroční hostování do Vysočiny Jihlava, po návratu vydržel v Praze jen dva měsíce a přestoupil do Zenitu Čáslav. Ovšem ani tady dlouho nevydržel a od července 2010 si hledal angažmá. To našel až v říjnu 2011, když se potřetí vrátil do pražské Bohemky, tentokrát té ze Střížkova.
V létě 2012 přestoupil do německého FC Oberlausitz Neugersdorf, kde později působil jako kapitán. S FC Oberlausitz Neugersdorf (Oberliga Süd, na úrovni 5. ligy) v dubnu 2014 postoupil do finále Saského poháru proti Chemnitzer FC.